# 姜瑞智
姜瑞智（1980年6月11日—），台灣導演。國立台灣藝術大學廣電系畢業。2018年，姜瑞智以校園劇《翻牆的記憶》，榮獲第53屆電視金鐘獎戲劇節目類最佳導演獎。2021年，以BL劇《永遠的第一名》、《第二名的逆襲》掀起討論熱潮；同年，電影《角頭—浪流連》上映2週票房破億，成為2021年全台首部票房破億之電影。

## 簡歷
曾與多位知名導演合作，擔任瞿友寧等導演之統籌、副導出身。2011年身兼編劇及導演拍攝第一部微電影RESTART。曾替新北市政府、桃園縣政府、資訊工業策進會、交通部觀光局等拍攝多部宣導影片；姜瑞智以自由、創新、有質感的手法，顛覆觀眾對於政策宣導影片冰冷刻板的印象，因而引起媒體及社會大眾注目。
2015年參與TVBS電視劇《唯一繼承者》正式擔任導演一職。2017年參與電影《角頭2：王者再起》擔任執行導演。2018年，姜瑞智憑藉校園劇《翻牆的記憶》，榮獲第53屆電視金鐘獎戲劇節目類最佳導演獎。2019年，導演都市情感劇《天堂的微笑》。2020年，導演愛情奇幻劇《我的老闆是隻貓》。
2021年，同時擅長BL劇及英雄片這兩種反差類型的姜瑞智，以BL劇《永遠的第一名》、《第二名的逆襲》於微博超話掀起討論熱潮；同年，導演之電影《角頭—浪流連》上映2週票房破億，成為2021年全台首部票房破億電影。2022年則再度執導BL劇《我的牙想你》，掀起話題。

## 導演作品

### 電影作品
- 2014年：《迷迭香》(副導)
- 2015年：《角頭》(副導)
- 2016年：《吃吃的愛》(副導)
- 2017年：《角頭2：王者再起》(執行導演)
- 2019年：《父子拳王》(導演)
- 2021年：《角頭—浪流連》(導演)
- 2024年：《角頭—大橋頭》(導演)
- 2025年：《進行曲》(導演)

### 電視劇作品
- 2013年：中視《借用一下你的愛》(副導)
- 2014年：民視《你照亮我星球》(副導)
- 2015年：TVBS《哇！陳怡君》(副導)
- 2015年：衛視《聶小倩》(副導)
- 2015年：TVBS《唯一繼承者》(導演)
- 2016年：東森《必勝練習生》 1-3集 (導演)
- 2018年：TVBS《翻牆的記憶》（導演）
- 2019年：TVBS《天堂的微笑》（導演）
- 2022年：MOD、Hami Video《我願意》（導演）
- 2022年：LINE TV、CATCHPLAY+《我的牙想你》（導演）
- 2023年：三立《省省吧！我家富貴發》(導演)
- 2025年：優酷《難哄》(聯合導演)

### 影集作品
- 2021年：《我的老闆是隻貓》（導演）
- 2021年：WeTV《第二名的逆襲》（導演）
- 2021年：WeTV《永遠的第一名》（導演）
- 2022年：《我的牙想你》（導演）
- 2024年：《關於未知的我們》（導演）
- 2026年：《向流星許願的我們》（導演）

### 微電影作品
- 2011年：新北市政府《RESTART》(導演)
- 2014年：桃園交通局《幸福進站中》(導演)
- 2016年：Samsung《銀河公寓》(副導)

## 編劇作品
- 2011年：新北市政府《RESTART》(編劇)
- 2021年：《角頭—浪流連》(編劇)

## 演出作品
- 2020年：公視台語台、華視《若是一個人》(客串：丁麗輝男友乙)
- 2022年：衛視中文台、中視《仙女姐姐來我家》(客串：早期導演)
- 2022年：LINE TV、CATCHPLAY+《我的牙想你》（客串：RJ爸）

## 外部連結
- 姜瑞智在互联网电影资料库（IMDb）上的資料（英文）